# Cladocarpus sibogae
Cladocarpus sibogae is een hydroïdpoliep uit de familie Aglaopheniidae. De poliep komt uit het geslacht Cladocarpus. Cladocarpus sibogae werd in 1911 voor het eerst wetenschappelijk beschreven door Billard. 